# Бели Нил
Бели Нил (арап. النيل الأبيض — an nīl al 'abyaḍ) је река у екваторијалној Африци, један од главних саставница реке Нил, заједно са Плавим Нилом. Настаје у Бурундију и протиче кроз Танзанију, Уганду, Јужни Судан и Судан на дужина од око 3.700 km. Прима велики број притока од којих су најзначајније Кагера, Бахр ел Газал и Собат. Име потиче од глиненог седимента који се носи у реци који јој даје бледу боју.
У строгом значењу, „Бели Нил”" се односи на реку формирану на језеру Но, на ушћу река Бахр ал Џабал и Бахр ел Газал. У ширем смислу, „Бели Нил“ се односи на све делове реке која отиче из Викторијиног језера до спајања са Плавим Нилом; „Викторијин Нил“ од језера Викторија преко језера Кјога до језера Алберт, затим „Албертов Нил“ до границе Јужног Судана, а затим „Планински Нил“ или „Бахр-ал-Џабал“ до језера Но. „Бели Нил“ понекад може укључивати и извориште језера Викторија, од којих је најудаљеније 3.700 km (2.300 mi) од Плавог Нила.

## Ток
За изворишни крак Белог Нила узима се река Лувиронза која настаје у Бурундију на 2.700 m надморске висине близу места Бурури. Она је дуга око 110 km и близу града Китега улива се у реку Рувуву. Рувуву је дугачка 300 km и тече ка североистоку до границе са Танзанијом. На њеној територији улива се у реку Кагеру. Кагера извире у Руанди и тече на дужини од 400 km све до ушћа у Викторијино језеро.
Из Викторијиног језера, близу места Џиџа, истиче река позната под именом Викторијин Нил. Она тече кроз Уганду до језера Кјога. По истицању из језера река формира Карума водопаде, па затим и Мурчинсонове водопаде, након којих се улива у Албертово језеро. Ток који истиче из њега познат је као Албертов Нил. Код града Нимуле улази на територију Јужног Судана, где је позната као Бахр ел Џабал (планинска река). Одатле тече ка северу кроз престоницу Џубу, па све до Судске мочваре и језера Но, где прима притоку Бахр ел Газал. Јужно од Малакала са десне стране у њу се улива Собат. По изласку из Јужног Судана у северни Судан река се зове Бахр ел Абијад и тече ка северу све до главног града Картума где прима притоку Плави Нил и од њих се формира река Нил.

### Горњи ток реке
Река Кагера, која се улива у језеро Викторија у близини танзанијског града Букобе, је најдужа доводна река за Викторијино језеро, иако се извори не слажу око тога која је најдужа притока Кагере, а самим тим и најудаљенији извор Нила. Извором Нила се може сматрати или Рувјиронза, која извире у провинцији Бурури, Бурунди, близу Букирасаза или Нјабаронга, која тече из шуме Нјунгве у Руанди.
Ове две доводне реке састају се близу водопада Русумо на граници између Руанде и Танзаније. Ови водопади су познати по догађају од 28. до 29. априла 1994. године, када је 250.000 Руанђана прешло мост на водопадима Русумо у Нгару, Танзанија, за 24 сата, у ономе што је Високи комесаријат Уједињених нација за избеглице назвао „највећим и најбржим егзодусом избеглица у модерним временима”. Кагера чини део граница Руанде-Танзаније и Танзаније-Уганде пре него што се улива у језеро Викторија.

### У Уганди
Бели Нил у Уганди иде под именом „Викторијин Нил“ од језера Викторија преко језера Кјога до језера Алберт, а затим као „Албертов Нил“ одатле до границе са Јужним Суданом.

#### Викторијин Нил
Викторијин Нил почиње на излазу Викторијиног језера, у Џинџи, Уганда, на северној обали језера. Низводно од електране Налубал и електране Кира на излазу из језера, река иде преко водопада Бујагали (локација електране Бујагали) око 115 km (9,3 mi) низводно од Џинџа. Река затим тече на северозапад кроз Уганду до језера Кјога у центру земље, а одатле на запад до језера Алберт.
Код водопада Карума, река тече испод Карумског моста (2° 14′ 45.40″ N 32° 15′ 9.05″ E / 2.2459444° С; 32.2525139° И) у југоисточном углу Националног парка Мерчисон Фолс. Током већег дела побуне Господње војске отпора, Курамски мост, изграђен 1963. да би помогао индустрији памука, био је кључна станица на путу за Гулу, где су се возила окупљала у конвојима пре него што су им била обезбеђена војна пратња за последњу деоницу вожње на север. Влада Уганде је 2009. године објавила планове за изградњу хидроенергетског пројекта од 750 мегавата неколико километара северно од моста, који је планиран да се оконча 2016. године. Светска банка је одобрила финансирање мање електране од 200 мегавата, али се Уганда одлучила за већи пројекат, који ће Угандани финансирати интерно ако буде потребно.
Непосредно пре уласка у језеро Алберт, река се збија у пролаз широк само седам метара код водопада Мерчисон, што означава њен улазак у западни крак источноафричког рифта. Река се затим улива у језеро Алберт насупрот Плавих планина у Демократској Републици Конго.
Део реке од језера Кјога до језера Алберт понекад се назива „Кјогски Нил“.

#### Албертов Ниле
Река која се излива из језера Алберт ка северу назива се „Албертов Нил“. Она одваја подрегион Западног Нила у Уганди од остатка земље. Мост пролази преко Албертовог Нила у близини његовог улаза у округ Неби, али ниједан други мост преко ове деонице није изграђен. Трајект повезује путеве између Адџуманија и Моја, а пловидба реком се иначе обавља малим бродом или кануима.

### У Јужном Судану и Судану
Од тачке на којој река улази у Јужни Судан из Уганде, река иде под именом „Планински Нил“. Од језера Но у Јужном Судану река постаје „Бели Нил“ у свом најстрожем смислу, и тако се наставља на север у Судан где се завршава на ушћу у Плави Нил.

#### Планина Нил
Од Нимјула у Јужном Судану, близу границе са Угандом, река постаје позната као „Планински Нил“ или „Бахр ал-Џабал“ (такође „Бахр ел-Џебел“, بحر الجبل), дословно планинска река или „река планине“. Јужносуданска држава Централна Екваторија кроз коју река протиче била је позната као Бахр ал-Џабал до 2006. године.
Јужни део реке наилази на неколико брзака пре него што стигне до суданске равнице и огромне мочваре Сада. Она се пробија до језера Но, где се спаја са Бахр ел Газалом и тамо формира Бели Нил. Један бочни рукавац која се зове Бахр ел Зераф тече из Бахр ал-Џабала и пролази кроз Сад, да би се на крају придружио Белом Нилу. Планински Нил се слива кроз уске клисуре и преко низа брзака који укључују брзаке Фула (Фола).

#### Прави бели Нил
Према неким изворима, Бели Нил почиње на ушћу Бахр ел Газала у Планински Нил код језеру Но. Распон од 120 километара Белог Нила који тече источно од језера Но до ушћа Собата се састоји од веома благих нагиба и садрже многе мочваре и лагуне. Када је у поплави, приточна река Собат носи велику количину седимента, што у великој мери доприноси бледој боји Белог Нила. Од другог града у Јужном Судану Малакала, река тече полако, али без мочвара у Судан и на север до Картума. Низводно од Малакала лежи Кодок, место инцидента у Фашоди 1898. који је означио крај Борбе за Африку.
У Судану је река дала име суданској држави Бели Нил, пре него што се спаја са већим Плавим Нилом у Картуму и формирала реку Нил.